# Castell de Rodors
El castell de Rodors era un castell romànic situat a Rodors en el terme municipal de Moià (Moianès). Només queden restes d'alguns murs.
Està situat en un turonet al nord-oest del terme moianès. És a la dreta de la riera de Malrubí, a llevant de la masia de Casamitjana i al sud-est de l'església de Sant Feliu de Rodors.

## Història
Està documentat el "castro Rossedores" en diversos pergamins del segle x. Es tracta d'un castell anterior a la presa de Barcelona per Almansor. Després va passar a domini reial. El 1105 consta que era en mans de la família Montcada, la qual el tenia infeudat a la família Talamanca. Al segle xiv el seu domini va recaure sobre els vescomtes de Castellbò. El 1381 serien la família Planelles qui obtindrien el seu domini fins al segle xvii. Durant tot aquest temps va ser utilitzat com a edifici de defensa del terme de Rodors. En alliberar-se del domini dels Planelles va formar un terme autònom governat pel sotsveguer del Moianès. El 1845, juntament amb el terme de Ferrerons, es va fusionar amb Moià. Fins als volts del 1960 va subsistir com a masia. En aquell any fou venut i les seves pedres aprofitades per a noves construccions.
El castell de Rodors fou del tot arrasat d'ençà la seva destrucció parcial, a ran del decret de destrucció de fortificacions catalanes signat per Felip V en aplicació de les mesures de represàlia contra els catalans per llur actitud contrària al rei borbó durant la Guerra de Successió.
En l'actualitat es reconeix la plataforma on era el castell, així com algunes restes constructives en el seu sòl.